# Kuortane
Kuortane är en kommun i landskapet Södra Österbotten i Finland. Kuortane har 3 528 invånare och har en yta på 484,88 km².
Kuortane är enspråkigt finskt.

## Politik

### Mandatfördelning i Kuortane kommun, valen 1976–2021
| 3 | 2 | 12 |  | 9 |

| 3 | 2 | 12 |  | 9 |

| 3 | 2 | 12 |  | 9 |

| 2 |  | 14 | 2 | 8 |

| 3 |  | 13 | 3 | 7 |

| 2 | 4 | 13 |  | 7 |

| 2 | 3 | 14 | 2 | 6 |

|  | 3 | 14 | 2 | 7 |

| 21 | 6 |

|  | 4 | 14 | 3 | 5 |

| 19 | 8 |

| 3 | 10 | 2 | 6 |

| 12 | 9 |

| 1 | 3 | 9 | 1 | 5 |

| 14 | 5 |

| 4 | 8 | 1 | 6 |

| 13 | 6 |

## Demografi

### Befolkningsutveckling
| Befolkningsutvecklingen i Kuortane kommun 1975–2020                                                          | Befolkningsutvecklingen i Kuortane kommun 1975–2020 | Befolkningsutvecklingen i Kuortane kommun 1975–2020 | Befolkningsutvecklingen i Kuortane kommun 1975–2020 | Befolkningsutvecklingen i Kuortane kommun 1975–2020 |
| --- | --------------------------------------------------- | --------------------------------------------------- | --------------------------------------------------- | --------------------------------------------------- |
| |                                                     |                                                     |                                                     |                                                     |
| År |                                                     |                                                     | Folkmängd                                           |                                                     |
| 1975 | 1975                                                |                                                     | 5 158                                               |                                                     |
| 1980 | 1980                                                |                                                     | 5 004                                               |                                                     |
| 1985 | 1985                                                |                                                     | 5 065                                               |                                                     |
| 1990 | 1990                                                |                                                     | 4 863                                               |                                                     |
| 1995 | 1995                                                |                                                     | 4 809                                               |                                                     |
| 2000 | 2000                                                |                                                     | 4 457                                               |                                                     |
| 2005 | 2005                                                |                                                     | 4 185                                               |                                                     |
| 2010 | 2010                                                |                                                     | 3 943                                               |                                                     |
| 2015 | 2015                                                |                                                     | 3 715                                               |                                                     |
| 2020 | 2020                                                |                                                     | 3 534                                               |                                                     |
| Anm: Uppgifterna avser förhållandena den 31 december nämnda år enligt områdesindelningen den 1 januari 2022. |                                                     |                                                     |                                                     |                                                     |

### Språk
Befolkningen efter språk (modersmål) den 31 december 2022. Finska, svenska och samiska räknas som inhemska språk då de har officiell status i landet. Resten av språken räknas som främmande. För språk med färre än 10 talare är siffran dold av Statistikcentralen på grund av sekretesskäl.
| Språk                        | Talare 2022-12-31 | Talare 2022-12-31 |
| Språk                        | Antal             | Andel (%)         |
| ---------------------------- | ----------------- | ----------------- |
| Hela befolkningen            | 3 437             | 100,0             |
| Inhemska språk totalt        | 3 376             | 98,2              |
| Finska                       | 3 371             | 98,1              |
| Svenska                      | 5                 | 0,1               |
| Främmande språk totalt       | 61                | 1,8               |
| Polska                       | 14                | 0,4               |
| Estniska                     | 14                | 0,4               |
| Språk med färre än 10 talare | 33                | 1,0               |

|  | Finska (98,1 %) |

|  | Svenska (0,1 %) |

|  | Främmande språk (1,8 %) |

|  | Finska (98,1 %) |

|  | Svenska (0,1 %) |

|  | Främmande språk (1,8 %) |

## Kända personer från Kuortane
Formgivaren och arkitekten Alvar Aalto föddes i Kuortane den 3 februari 1898.